# Ижма (аэропорт)
Аэропорт Ижма — бывший аэропорт местных воздушных линий в Республике Коми вблизи одноимённого села. В настоящее время (2010 год) используется только как вертолётная площадка, взлётно-посадочная полоса для взлётов и посадок самолётов ныне непригодна. Начальник — Дмитрий Канев.
Аэродром был закрыт для приёма самолётов в 2003 году, ранее принимал самолёты 3 и 4 класса: Як-40, Ан-24, Л-410, Ан-2 и им подобные.
В 2013 году проведено обследование взлётно-посадочной полосы аэродрома Ижма в целях определения объёма ремонтных работ, необходимых для восстановления пригодности ВПП к приёму самолётов Л-410.

## Строительство и эксплуатация
С развитием авиасообщения в СССР аэропорт местных воздушных линий  был открыт в посёлке Ижма в 1978 году. В аэропорту работали 126 человек, рейсы осуществлялись ежедневно в Сыктывкар и далее пассажиры могли вылететь в аэропорты, с которыми была связана столица Коми АССР: в Москву, Ленинград, Казань, Свердловск, южные города Минводы, Адлер, Сочи, Симферополь и другие.
В 1990-е годы авиасообщение начало хиреть, количество рейсов из Ижмы сокращалось:  пять дней в неделю, четыре, два. Шло сокращение персонала аэропорта: 70 человек, 40, потом 8, потом 2.
В 1998 году аэропорт был перепрофилирован в вертолетную площадку и для ее обслуживания оставили одного специалиста - Сергея Михайловича Сотникова, работавшего на предприятии с 1978 года, когда он прибыл в Ижму 20-летним выпускником подмосковного Егорьевского авиационно-технического училища по распределению.
Сотников работал техником, начальником службы ГСМ, в 1997 году был назначен начальником аэропорта, а через год –  вертолётной площадки. 12 лет он  содержал в порядке всю ВПП, а не только посадочный квадрат для МИ-8: чистил дренажи от старой травы, чтобы не произошел подмыв полосы, убирал с бетонных плит старую арматуру, регулярно вырубал и выкорчевывал подлесок. Местные жители неоднократно пытались использовать полосу как место складирования  или автостоянку, но Сотников этого не допускал. «Пусть говорят, что аэродром вроде как брошенный, но там же есть человек, который работает, значит я в ответе, правильно? Если я эксплуатирую перрон, где находится посадочный квадрат для МИ-8 и МИ-2, то вот рядом - взлетная полоса в таком тоскливом состоянии, царапает ведь за сердце. Пойдешь, да что-то сделаешь», - говорил он.

## Происшествия
7 сентября 2010 года в неработающем аэропорту на непригодную взлётно-посадочную полосу без светосигнального оборудования и приводных радиостанций совершил вынужденную посадку самолёт Ту-154М Мирнинского авиапредприятия АК «Алроса», выполнявший рейс Полярный—Москва. Все 72 пассажира и 9 членов экипажа остались в живых.
Удачной вынужденной посадке способствовало то, что начальник вертолётной площадки Сергей Сотников добросовестно поддерживал заброшенную полосу в относительном порядке. В феврале 2012 года Сергей Сотников награждён медалью ордена «За заслуги перед Отечеством II степени».
24 марта 2011 года самолёт вылетел из Ижмы в Ухту. Длина разбега максимально облегченного самолета с запасом топлива 11 тонн составила 800 метров. Из-за невозможности проверить стойки шасси на месте после ремонта полёт осуществлялся с выпущенными стойками шасси. По словам лётчика-испытателя Рубена Есаяна, пилотировавшего борт, полёт планировался на высоте 3600 метров на приборной скорости 425 км/ч. Самолёт взлетел без происшествий, сделал прощальный круг над Ижмой и взял курс на Ухту. В тот же день после дозаправки самолёт был перегнан из Ухты в Самару, для ремонта на Самарском авиационном заводе «Авиакор». К 16 июня 2011 года ремонт закончился и самолёт был передан владельцу для использования на регулярных авиалиниях. Через три года после памятных событий вертолетная площадка «Ижма» была окончательно ликвидирована, и её электропитание было отключено. Сотников был вынужден уволиться 1 ноября 2013 года.
Аэродром имеет статус вертолетной площадки.

## Показатели деятельности
| год        | 2014 | 2015 | 2016 | 2017 |
| пассажиров | 3176 | 3866 | 2369 | 4312 |
| Источники: |      |      |      |      |